# Robert Stigwood
Robert Stigwood (Adelaide, 16 de abril de 1934 — Londres, 4 de janeiro de 2016) foi um empresário e produtor. Seus maiores sucessos no cinema foram Saturday Night Fever, Grease e Jesus Christ Superstar. Foi empresário dos grupos Bee Gees e Cream, além de ter produzido inúmeros outros artistas e fundado seu próprio selo, RSO Records.
Em 1961, Stigwood assinou uma parceria com a EMI e participou de diversas produções, inclusive assessorando Brian Epstein, o empresário dos Beatles. Foi também uma espécie de caça-talentos da gravadora. Stigwood viajava regularmente para os Estados Unidos, onde trazia da América as novidades musicais que tocariam nas rádios britânicas.
Somente com os Bee Gees ganhou 5 prêmios Grammy pela trilha sonora do filme Saturday Night Fever, além de inúmeros outros prêmios durante toda a sua carreira.

## Musicais
- Evita
- Hair
- Oh! Calcutta!
- The Dirtiest Show in Town
- Pippin
- Jesus Christ Superstar
- Sweeney Todd
- Sing a Rude Song
- John Paul George Ringo and Bert

## Filmes
- Grease
- Tommy
- Saturday Night Fever
- Sgt. Pepper's Lonely Hearts Club Band (filme)
- Staying Alive
- Gallipoli
- Fame (como produtor da trilha sonora)
- The Empire Strikes Back (como produtor da trilha sonora)